# Westrarchaea
Westrarchaea és un gènere d'aranyes araneomorfes de la família dels família dels malkàrids (Malkaridae). Fou descrit per primera vegada l'any 2006 per M. G. Rix.
Totes les espècies d'aquest gènere són endèmiques d'Austràlia Occidental.

## Taxonomia
Segons el World Spider Catalog de desembre de 2018, hi ha reconegudes 3 espècies:
- Westrarchaea pusilla Rix, 2006
- Westrarchaea sinuosa Rix, 2006 (espècie tipus)
- Westrarchaea spinosa Rix, 2006